# 2012 في النمسا
فيما يلي قوائم الأحداث التي وقعت خلال عام 2012 في النمسا.

## أحداث
- 13 يناير – الألعاب الأولمبية الشتوية للشباب 2012

## سياسة

### انتهاء فترة المنصب
- 5 يوليو – ألكسندر فان دير بيلين عضو المجلس الوطني للنمسا.

## أفلام
من الأفلام التي صدرت هذه السنة في النمسا:
- 1 يناير – الحب من إخراج مايكل هاينيكي.